# The Courtship of Andy Hardy
The Courtship of Andy Hardy is een film uit 1942 onder regie van George B. Seitz. Het is het twaalfde deel uit de Andy Hardy-reeks, een filmreeks die uit 16 films bestond.

## Verhaal
Andy heeft onlangs zijn schooldiploma gehaald en werkt tegenwoordig als chauffeur van een sleepwagen. Nadat hij wordt aangehouden voor het rijden zonder kentekenplaat, krijgt hij de reputatie van een crimineel die auto's steelt. Hoewel er thuis gevierd wordt dat zijn oudere zus Marian zojuist is teruggekomen van New York, kan Andy zich niet vrolijk voordoen. Marian vindt na haar bezoek dat ze boven haar dorp uitstijgt en krijgt ruzie met haar ouders als ze onthult dat ze een relatie heeft met Jeff Willis, een man met een slechte reputatie. Ook haar jongere broer raadt haar af met hem om te gaan, als Jeff haar uitnodigt mee te komen naar een goedkoop motel.
Omdat de nare geruchten maar niet lijken te verdwijnen, besluit Andy op zoek te gaan naar afleiding. Hij raakt bevriend met Melodie Nesbit, een tiener wier ouders in een scheiding verwikkeld zijn en om de voogdij strijden. Hij voelt zich niet tot haar aangetrokken, maar probeert haar leven op te vrolijken door haar mee uit te vragen naar een feest. Zij wordt verliefd op hem en overtuigt zijn vader om zijn zoon nog een keer met haar uit te laten gaan. Ondertussen heeft zijn moeder Emily een prijzige jas gekocht via een advertentie. De problemen ontstaan als er nog extra kosten aan vast blijken te zitten, nadat ze het product al heeft aangeschaft. Emily weigert het bedrag te betalen en wordt aangeklaagd.
Melodie wil graag indruk op Andy maken en ondergaat een make-over. Ze is ontroostbaar als hij toegeeft dat hij haar liefde niet kan beantwoorden. Hij heeft namelijk al een relatie met Polly Benedict, die binnenkort terug zal keren naar het dorp waar hij woont. Nadat haar ouders voor de zoveelste keer ruzie hebben, weigert Melodie nog met ze om te gaan en trekt tijdelijk in bij de familie Hardy. Vader Hardy neemt contact op met haar ouders en laat ze inzien dat ze niet constant ruzie moeten maken. Melodie wordt herenigd met haar ouders en wordt gekoppeld aan Harry, een tiener die smoorverliefd op haar is.
Uiteindelijk ziet Marian in dat Jeff niet veel goeds betekent, nadat hij dronken achter het stuur een ongeluk veroorzaakt. Emily hoeft niet haar rekening te betalen, omdat de maatschappij waar ze de jas koopt wordt ontmaskerd als een illegaal bedrijf. Andy's naam wordt uiteindelijk gezuiverd en hij wordt herenigd met Polly.

## Rolbezetting
| Acteur           | Personage                  |
| ---------------- | -------------------------- |
| Lewis Stone      | Judge James K. 'Jim' Hardy |
| Mickey Rooney    | Andrew 'Andy' Hardy        |
| Donna Reed       | Melodie Eunice Nesbit      |
| Cecilia Parker   | Marian Hardy               |
| Fay Holden       | Mrs. Emily Hardy           |
| Ann Rutherford   | Polly Benedict             |
| Sara Haden       | Tante Milly Forrest        |
| William Lundigan | Jefferson 'Jeff' Lewis     |
| Frieda Inescort  | Olivia Nesbit              |
| Harvey Stephens  | Roderick O. Nesbit         |
| Todd Karns       | Harry Land                 |

## Achtergrond
Hoofdrolspeler Mickey Rooney wilde dat zijn echtgenote en actrice Ava Gardner de rol van Melodie zou spelen. De bazen van de filmstudio waren echter van mening dat ze nog niet genoeg ervaring had en gaven uiteindelijk de rol aan nieuwkomer Donna Reed. Tijdens de opnames ontstonden enkele problemen met de buitensets die speciaal voor de film werden gemaakt. De Tweede Wereldoorlog was destijds in volle gang en er waren in die tijd extra strenge regels rondom het maken van films. Omdat er niet 's nachts op een buitenlocatie scènes opgenomen mochten worden, moesten al deze sets opnieuw worden gemaakt in een overdekte ruimte.
Na de uitbrengst van de film, had het dagblad The New York Times opnieuw kritiek op Rooney voor zijn vertolking van Andy. Ze spraken echter enkel lovend over Reed en schreven dat ze haar personage graag zouden terugzien in een vervolg. Uiteindelijk sprak het blad voornamelijk negatief over het resultaat en noemde het een van de slechtere delen.

## Filmreeks
- A Family Affair (1937)
- You're Only Young Once (1937)
- Judge Hardy's Children (1938)
- Love Finds Andy Hardy (1938)
- Out West with the Hardys (1938)
- The Hardys Ride High (1939)
- Andy Hardy Gets Spring Fever (1939)
- Judge Hardy and Son (1939)
- Andy Hardy Meets Debutante (1940)
- Andy Hardy's Private Secretary (1941)
- Life Begins for Andy Hardy (1941)
- The Courtship of Andy Hardy (1942)
- Andy Hardy's Double Life (1942)
- Andy Hardy's Blonde Trouble (1944)
- Love Laughs at Andy Hardy (1946)
- Andy Hardy Comes Home (1958)